# La Véritable Histoire d'Artaud le Mômo
Pour plus de détails, voir Fiche technique et Distribution.
La Véritable Histoire d'Artaud le Mômo est un film français réalisé par Gérard Mordillat, Jérôme Prieur, sorti en 1994.

## Synopsis
Ce documentaire est consacré à la vie et l'œuvre d'Antonin Artaud.

## Fiche technique
- Titre : La Véritable Histoire d'Artaud le Mômo
- Réalisation : Gérard Mordillat, Jérôme Prieur
- Musique : Jean-Claude Petit
- Photographie : François Catonné
- Montage : Sophie Rouffio
- Production : Jérôme Clément, Richard Copans, Gérard Guérin, Serge Lalou, Gérard Mordillat, Alain Sussfeld et Dominique Wallon
- Société de production : Arcanal, Centre Georges Pompidou, La Sept, Laura Productions et Les Films d'Ici
- Société de distribution : Rézo Films (France)
- Pays :  France
- Genre : documentaire
- Durée : 170 minutes
- Dates de sortie : 
  -  France : 2 mars 1994

## Distinctions
Le film a été nommé au César du meilleur film à caractère documentaire en 1995.